# Herbert Drury
Herbert Joseph Drury (2. března 1895, Midland, Ontario – 1. července 1965, Pittsburgh, Pensylvánie) byl americký reprezentační hokejový obránce.
S reprezentací USA získal dvě stříbrné olympijské medaile (1920 a 1924).

## Úspěchy
- Stříbro na Letních olympijských hrách – 1920
- Stříbro na Zimních olympijských hrách – 1924